# C. Costescu Comăneanu
Constantin Costescu Comăneanu (n. 1841 – d. 22 septembrie 1927, București, România) a fost un moșier român și primar interimar al Bucureștiului în perioada aprilie 1907 - iunie 1907. Costescu Comăneanu a fost membru al Partidului Național Liberal, senator în mai multe legislaturi și vicepreședinte al Senatului României.
A fost înmormântat în cavoul familiei de la cimitirul Bellu, pe 24 septembrie 1927.

## Legături externe
- Materiale media legate de Monitorul Primăriei București aprilie 1907 la Wikimedia Commons
- Materiale media legate de Monitorul Primăriei București mai 1907 la Wikimedia Commons
- Materiale media legate de Monitorul Primăriei București iunie 1907 la Wikimedia Commons